# Reserva (militar)
Em termos militares, a Reserva, por vezes designada como reserva táctica ou reserva estratégica, é um corpo de tropas de escalão variável que não é inicialmente empenhado em combate para que esteja disponível para ser empregue em situações de recurso tais como realizar um contra-ataque, prever uma rotura ou explorar um sucesso.
Uma reserva militar não deve ser confundida com uma força militar da reserva, que é uma organização militar, composto de militares que tendo já cumprido as suas obrigações militares normais, mantêm o compromisso de, pelos prazos legalmente definidos, prestar os serviços necessários à defesa do país, de acordo com as leis em vigor. Actuam como complemento da principal força militar.